# 尼西斯 (南卡罗来纳州)
尼西斯（英文：Neeses），是美国南卡罗来纳州下属的一座城市。城市类型是“Town”。其面积大约为1.75平方英里（4.54平方公里）。根据2010年美国人口普查，该市有人口374人，人口密度约为每平方 英里213.35人（约合每平方公里82.38人）。